# Jour de l'autonomie d'Åland
Le jour de l'autonomie d'Åland (suédois : Ålands självstyrelsedag) est célébrée chaque année le 9 juin en mémoire de la première réunion du conseil du comté d'Åland (devenu le parlement d'Åland en 1993) à cette date en 1922,,. L'autonomie finlandaise d'Åland a été établie par la Société des Nations en 1921, après que le mouvement d'Åland a soulevé la question de la réunification des îles avec la Suède,.
Les dispositions relatives à la jour de l'autonomie d'Åland se trouvent dans la loi provinciale (1976: 26) sur la jour de l'autonomie d'Åland. Selon la loi provinciale (1992: 41) sur le drapeau d'Åland, le jour de l'autonomie est aussi la journée officielle du drapeau d'Åland.